# Два береги Збруча
«Два береги Збруча» — путівник Дмитра Малакова, Олени Крушинської і Юрія Козоріза, створений на основі опрацювання наукової літератури, архівів та інформації, здобутої авторами у мандрівках.
Унікальність запропонованої авторами подорожі полягає у самій сутності річки-кордону, що розмежовувала не лише держави, а й ідеології. Тут, на стику імперій Габсбургів і Романових, «панської Польщі» і «Країни Рад» відбувся своєрідний розподіл матеріальних артефактів між двома берегами. На правому березі переважають храми, каплиці, придорожні хрести, на лівому — скульптури вождів, мозаїки та інші зразки «сов-арту», які вже теж стали пам'ятками нашої історії.

## Історія створення
Історія створення путівника описана у вступній статті під назвою «Два народження однієї книжки». Дмитро Малаков підготував путівник берегами Збруча, унікальної річки-кордону, у 1987—1990 роках після численних подорожей пішки й автостопом та пошуків в архівах, музеях, бібліотеках. Книжка мала поповнити відому «жовту серію», тобто серію путівників «Дороги к прекрасному», де раніше вже вийшли його «По Брацлавщине» (1982) і «По Восточному Подолью» (1988). Вони дотепер надзвичайно популярні в українських мандрівників. Путівник Збручем уже готували до друку, але 1991 року зв'язки з московським видавництвом перервалися. Відтоді зібрані матеріали лежали в шухляді, аж поки 2007 року Дмитро Васильович не запросив до співпраці свою молодшу колегу Олену Крушинську, яка теж багато мандрувала берегами Збруча, тільки у 2000-х. Вона актуалізувала і доповнила матеріал, при цьому обсяг книжки виріс майже удвічі. Написати розділ про піший маршрут Медоборами запросили тернополянина Юрія Козоріза, який добре знав усі стежки і пам'ятки теперішнього заповідника, територія якого у часи подорожей Дмитра Малакова була секретним військовим полігоном.

## Маршрути
Шлях від верхів'їв до гирла Збруча розбито на п'ять автомобільних і один піший маршрути:
- Маршрут 1. У верхів'ях
- Маршрут 2. Від Підволочиська до Сатанова
- Маршрут 3 (піший). Прогулянка Медоборами
- Маршрут 4. Понад річкою Гнилою
- Маршрут 5. Від Гусятина до Скали-Подільської
- Маршрут 6. Пониззя Збруча

## Пам'ятки
Особливу увагу приділено оборонним спорудам, зокрема, замкам у Сатанові, Скалаті, Сидорові, Скалі-Подільській, Кривчому, Чорнокозинцях, Кудринцях, фортифікаціям «Окопи Святої Трійці». До кожного маршруту входить багато пам'яток сакральної архітектури: костьоли, монастирі, муровані та дерев'яні церкви й дзвіниці, каплиці, синагоги, а також придорожні пам'ятники-«фігури». У розділі про заповідник «Медобори» ідеться про скелі, печери, штольні, цілющі джерела і язичницькі городища-святилища.